# رسم الجيس
رسم الجيس قرية سوريّة تتبع إداريّاً لمحافظة حلب منطقة منبج ناحية خفسة، بلغ تعداد سكانها (425) نسمة حسب التعداد السكاني لعام 2004.